# Oktagon MMA
Oktagon MMA (OKMMA), oftest referet til som Oktagon (stiliseret med store bogstaver), er en tjekkisk-slovakisk MMA-organisation, der blev grundlagt i juni 2016. Hovedkvarteret er i Bratislava, Slovakiet.
I dag er Oktagon det største MMA-promoveringsfirma i Europa. Deres største stævne, 'OKTAGON 62: Bigger Than Ever', blev afholdt i Deutsche Bank Park og havde 59.148 tilskuere.

## Regler
Oktagons kampe følger de 'Unified Rules of Mixed Martial Arts', og selskabet benytter sig, til trods for navnet, af et cirkulært bur, fremfor et med otte sider.
I starten af coronaviruspandemien dannede Oktagon et nyt regelsæt kaldet 'Underground', som blev brugt som hovedregelsættet for to stævner indtil indtil 2022. Nogle få kampe bliver stadig organiseret med dette regelsæt i Oktagon. Underground adskiller sig fra Unified Rules of Mixed Martial Arts, ved at have mindre handsker, kortere runder, og ingen brydning.

## Nuværende Oktagon-mestre
Oktagon består af en mandedivision med i alt otte vægtklasser fra fluevægt til sværvægt, samt en kvindedivision, som er sammensat af tre vægtklasser fra stråvægt til bantamvægt. Kamphistorik er formateret som 'Sejr-Tab-Uafgjort, No Contest'. De følgende lister er sidst opdateret d. 14 august 2025, efter OKTAGON 74.

### Herrer
| Vægtklasse  | Øvre grænse       | Mester                       | Kamphistorik | Siden                          | Titelforsvar |
| ----------- | ----------------- | ---------------------------- | ------------ | ------------------------------ | ------------ |
| Sværvægt    | 120,2 kg (265 lb) | Will Fleury                  | 15-3-0       | 8. marts 2025 (OKTAGON 68)     | 0            |
| Letsværvægt | 93,0 kg (205 lb)  | Will Fleury                  | 15-3-0       | 29. december 2024 (OKTAGON 65) | 0            |
| Mellemvægt  | 83,9 kg (185 lb)  | Kerim Engizek                | 22-4-0       | 12. oktober 2024 (OKTAGON 62)  | 0            |
| Mellemvægt  | 83,9 kg (185 lb)  | Makhmud Muradov (midlterdig) | 29-8-0       | 14. juni 2025 (OKTAGON 72)     | 0            |
| Weltervægt  | 77,1 kg (170 lb)  | Ion Surdu                    | 16-6-0       | 7. december 2024 (OKTAGON 64)  | 0            |
| Letvægt     | 70,3 kg (155 lb)  | Losene Keita                 | 16-1-0       | 29. december 2024 (OKTAGON 65) | 0            |
| Fjervægt    | 65,8 kg (145 lb)  | Losene Keita                 | 16-1-0       | 9. december 2023 (OKTAGON 50)  | 0            |
| Bantamvægt  | 61,2 kg (135 lb)  | Ingen                        | —            | —                              | —            |
| Fluevægt    | 56,7 kg (125 lb)  | Zhalgas Zhumagulov           | 18-9-0       | 28. juni 2025 (OKTAGON 73)     | 0            |

### Kvinder
| Vægtklasse | Øvre grænse      | Mester         | Kamphistorik | Siden                         | Titelforsvar |
| ---------- | ---------------- | -------------- | ------------ | ----------------------------- | ------------ |
| Bantamvægt | 61,2 kg (135 lb) | Lucia Szabová  | 10-0-0       | 9. august 2025 (OKTAGON 74)   | 0            |
| Fluevægt   | 56,7 kg (125 lb) | Ingen          | —            | —                             | —            |
| Stråvægt   | 52,2 (115 lb)    | Mallory Martin | 10-6-0       | 12. oktober 2024 (OKTAGON 62) | 0            |